# Imelda May
Pour les articles homonymes, voir May.
Imelda May, de son vrai nom Imelda Mary Clabby, est une chanteuse, poète et musicienne irlandaise, née le 10 juillet 1974 à Dublin. En 2009, elle remporte le Meteor Music Awards de la meilleure artiste féminine de l'année.

## Biographie
Imelda May a grandi avec ses cinq frères et sœurs au sein d'une famille ouvrière du quartier des Liberties à Dublin. À la maison, il n'y a qu'un seul tourne-disque et Imelda découvre donc la musique à travers ce qu'écoutent ses parents et ses grands frères. Grande admiratrice de la voix de Marilyn Monroe, elle commence dès l'adolescence à chanter dans des clubs de sa ville sur un registre qui va du blues à la country en passant par le bluegrass et le rockabilly.

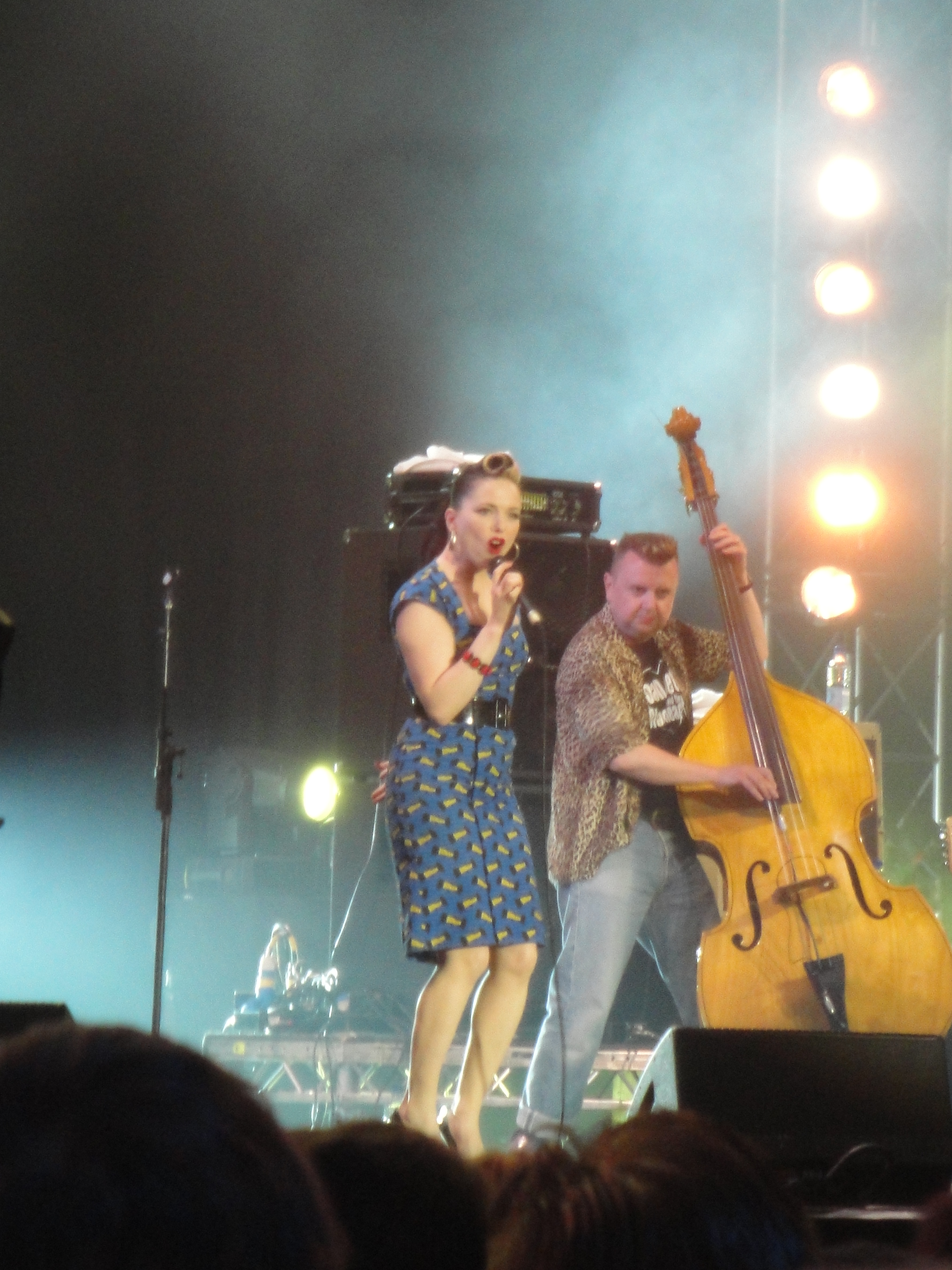
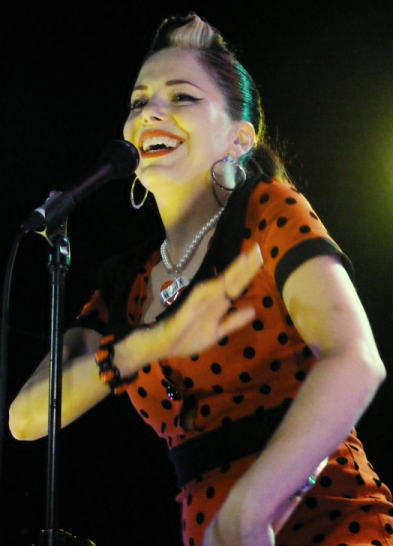
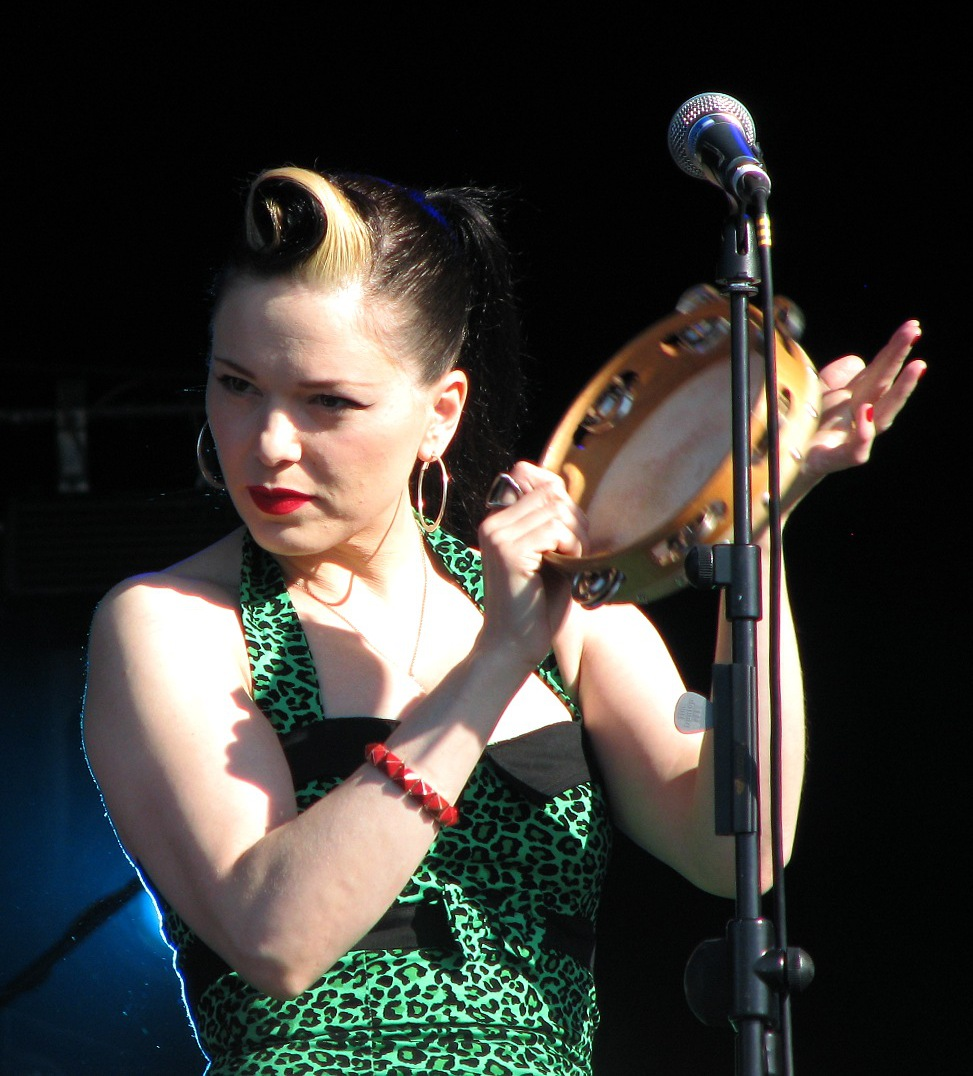
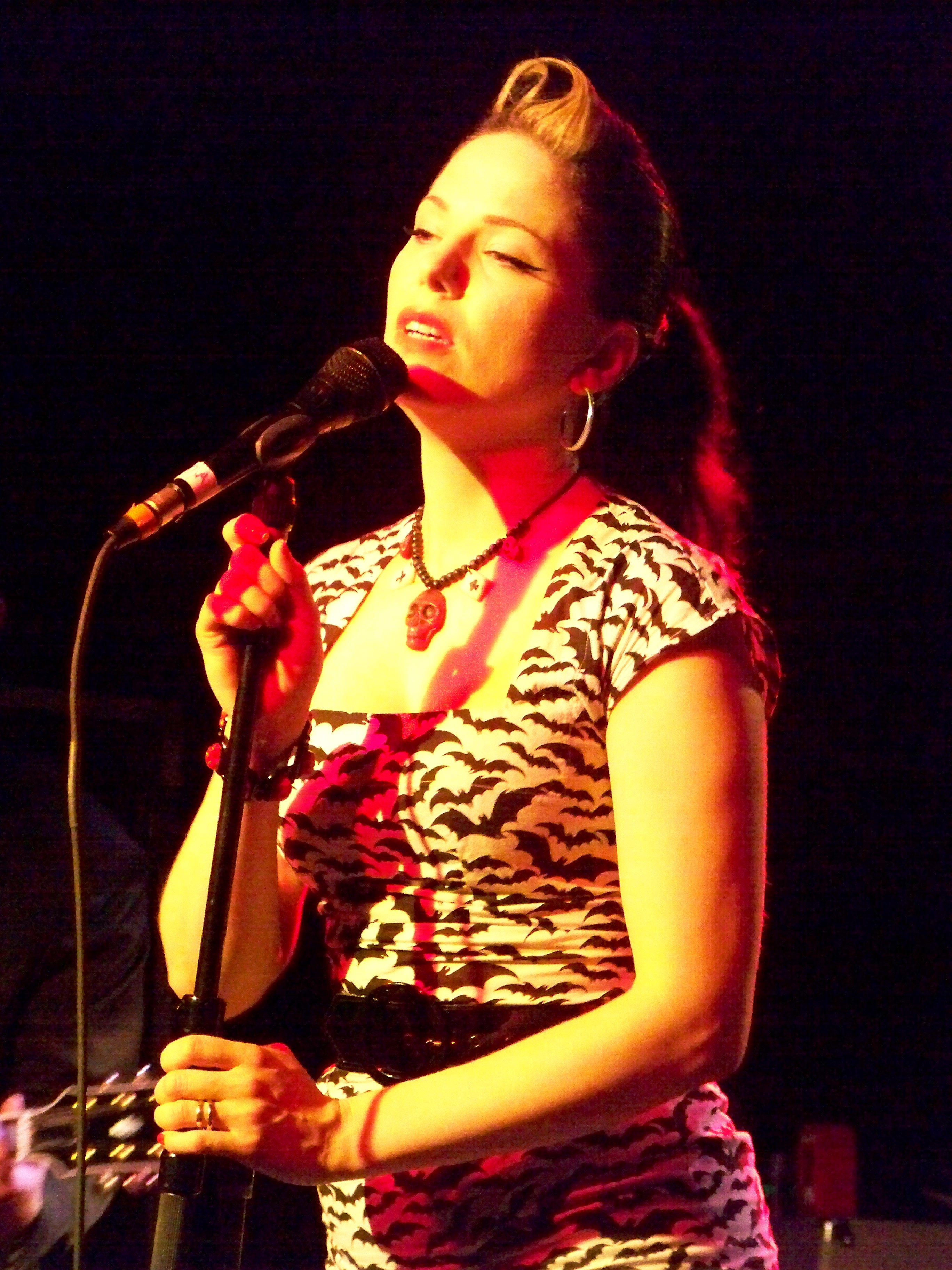

## Discographie

### Singles
- 2008 : Johnny Got a Boom-Boom
- 2008 : Big Bad Handsome Man
- 2008 : Psycho
- 2010 : Mayhem
- 2011 : Road runner